# Тиберій Семпроній Гракх (авгур)
Тиберій Семпроній Гракх (лат. Tiberius Sempronius Gracchus; між 230 до н. е. та 225 до н. е. —174 до н. е.) — політичний діяч часів Римської республіки.

## Життєпис
Походив з плебейського роду Семпроніїв. Старший син Тиберія Семпронія Гракха, консула 215 та 213 років до н. е. завдяки впливові батька швидко зробив гарну кар'єру. У 203 році до н. е. доволі молодомі віці увійшов до колегії авгурів. Згодом також став членом колегії понтифіків. У 203 або 201 році до н. е. з невідомих причин (можливо з намір породочатися з патриціями) дозволив всиновити сина представником роду Ветуріїв.
У 174 році до н. е. помер під час великої епідемії невідомої хвороби, що охопило увесь Рим та навколишні території. Його син замінив Тиберія Гракха в колегії авгурів.

## Родина
- Тиберій Ветурій Гракх Семпроніан, член колегії авгурів з 174 року до н. е.